# پروآدیفن
پروآدیفن (به انگلیسی: Proadifen) یک ترکیب شیمیایی با شناسه پاب‌کم ۴۹۱۰ است.